# 新加坡2019冠狀病毒病疫苗接種計劃
疫苗交付情况
（截至2022年1月2日）
新加坡的2019冠狀病毒病疫苗接種計劃，是由新加坡衛生部推行的一項大規模疫苗接種計劃，旨在為該國合資格的居民注射2019冠狀病毒病疫苗，從而達致對2019冠狀病毒病產生群體免疫。新加坡政府主導的公共接種計劃共採用兩種mRNA疫苗和一種滅活疫苗，分別是輝瑞－BioNTech 2019冠狀病毒病疫苗、莫德納2019冠狀病毒病疫苗和屬於滅活疫苗的克尔来福（科興疫苗）此計劃已於2020年12月30日開始，成為東南亞首個同類型接種計劃。新加坡目前是世界上疫苗接种率最高的国家，其总人口的88%以上（合格居民人口的91%以上）已完成疫苗接种。

## 歷史
為遏止新加坡的2019冠狀病毒病疫情，新加坡政府向三家疫苗廠商下訂2019冠狀病毒病疫苗，總值10億新加坡元，為此接種計劃奠下基礎。

### 2020年
2020年12月14日，隨著輝瑞疫苗獲衛生科學局批准緊急使用，並於一星期後送抵新加坡，相關接種計劃亦開始進入直路；與此同時，新加坡亦相應成為首個批准使用輝瑞疫苗的東南亞國家。
12月22日，首批科興疫苗亦送抵新加坡。然而，科興疫苗當時並未即時取得衛生科學局的批准。
12月30日，新加坡的2019冠狀病毒病疫苗接種計劃正式開始，為東南亞首個同類型疫苗接種計劃。

### 2021年
2021年1月8日，總理李顯龍及其內閣成員接種首劑輝瑞疫苗。
2月3日，美國製造的莫德納疫苗亦獲衛生科學局批准緊急使用，使新加坡成為首個採用該款疫苗的亞洲國家。
5月18日，衛生科學局批准為12-15歲未成年人注射輝瑞疫苗。然而，由於疫苗接種計劃要到同年8月覆蓋所有合資格成人，故暫未安排該等人士接種。另一方面，合資格人士接種兩針疫苗相隔的時間，亦由3-4星期延長至6-8星期。
6月2日，科興疫苗在獲得世衛批准緊急應用後，衛生科學局亦隨之批出緊急使用許可，並在6月18日起投入接種。
6月30日，新加坡衛生部發出聲明，由於中國科興克爾來福疫苗對病毒的防護效能偏低，中國科興生物也未有提供足夠數據支持其產品對預防感染變種病毒的有效率，因此新加坡對已完成接種兩劑疫苗者放寬防疫限制的措施，並不包括接種科興疫苗的人士，即使已完成接種兩劑科興疫苗，仍然須要接受病毒檢測，包括在出席超過50人的群體活動前要取得及出示病毒檢測陰性證明。
9月20日，中國科興生物再交付了101,000剂疫苗。
10月9日，新加坡总理李显龙发表全国讲话时宣布，新加坡从早期的「冠病清零」策略，改为迈向「与冠病共存」。李显龙指出，在冠病疫情暴发初期，全球对冠病没有太多的科学知识，新加坡最初的做法是预防人民感染病毒，尽可能收紧安全管理措施，将确诊病例降到最低，并预先采购疫苗，为全国人民展开了接种疫苗行动，以增强对冠病的免疫力，减少死亡病例。但是，随着德尔塔（Delta）变种病毒的出现，改变了情况，新加坡已不可能再通过封锁和安全管理措施来抵御变种病毒，否则只要一放宽措施，病毒又会迅速传播。而每次收紧措施，都会对社会和企业常来冲击，影响正常生活，因此认定「清零」策略已经不可行，必须改为迈向「与冠病共存」。
10月23日，卫生科学局根据流行病特别采用程序（英語：Pandemic Special Access Route）授予了三剂制度下的科興疫苗的临时授权，此后该疫苗被纳入国家接种计划。那些无法接种任何一种批准的 mRNA 疫苗的人士将被邀请接种该疫苗并有资格参加疫苗致伤经济援助计划（Vaccine Injury Financial Assistance Programme, VIFAP）。

#### 追加剂
新加坡从2021年9月14日开始为60岁以上的年长人士接种疫苗追加剂，从10月4日起为50岁以上的符合条件的居民接种，然后从10月9日起为30岁以上的居民接种疫苗。当局在12月10日宣布，从12月14日起，疫苗追加剂的使用年龄范围扩大至18岁以上的居民。

## 採用疫苗
截至2022年1月，新加坡政府已採購以下四款2019冠狀病毒病疫苗，已知總值為10億新加坡元，但具體數目不詳，詳情如下：

### 國家接種計劃
| 疫苗品牌                                      | 疫苗類型 | 研發機構                                                         | 研發國家       | 供貨產地       | III期臨床試驗有效率 | 已訂購劑量 | 新加坡批核狀況           | 啟用日期               |
| --------------------------------------------- | -------- | ---------------------------------------------------------------- | -------------- | -------------- | ------------------- | ---------- | ------------------------ | ---------------------- |
| 莫德納2019冠狀病毒病疫苗                      | mRNA疫苗 | 莫德納、美國國家過敏和傳染病研究所、生物醫學高級研究與開發管理局 | 美國           | 美國           | 94.0%               | 不詳       | 2021年2月3日獲緊急批核   | 2021年3月21日開始接種  |
| 輝瑞－BioNTech 2019冠狀病毒病疫苗（BNT162b2） | mRNA疫苗 | BioNTech、輝瑞製藥                                               | 德國、美國     | 比利時         | 95.0%               | 不詳       | 2020年12月14日獲緊急批核 | 2020年12月30日開始接種 |
| 克爾來福（CoronaVac）                         | 滅活疫苗 | 科興生物                                                         | 中華人民共和國 | 中華人民共和國 | 50.4% - 83.5%       | 301,000    | 2021年10月23日批核       | 2021年6月4日开始接种   |

### 私營醫療機構
世界衛生組織將下列疫苗納入緊急使用清單後，新加坡衛生部通過特別采用程序（Special Access Route, SAR）向私人醫療機構發放下列疫苗，讓有興趣的民衆向相關機構申請接種。因下列疫苗不用於國家免疫計劃，接種者如出現嚴重副作用，不能通過疫苗致伤经济援助计划（VIFAP）索賠。
| 疫苗品牌                     | 核准状况 | 已訂購劑量 | 批核日期       | 启用日期      | 研发机构           | 参考  |
| ---------------------------- | -------- | ---------- | -------------- | ------------- | ------------------ | ----- |
| 眾愛可維 BBIBP               | 半核准   | 未知       | 2021年7月28日  | 2021年8月30日 | 国药集团           | -     |
| 強生疫苗                     | 半核准   | 未知       | 2021年8月10日  | 待启用        | 杨森制药           |       |
| 阿斯利康/疫苗AZ疫苗/ AZD1222 | 半核准   | 未知       | 2021年8月10日  | 待启用        | 牛津大学和阿斯利康 | [ c ] |
| 科瓦克辛                     | 半核准   | 未知       | 2021年11月3日  | 待启用        | 巴拉特生物技術公司 |       |
| 诺瓦瓦克斯                   | 半核准   | 未知       | 2021年12月17日 | 待启用        | 諾瓦瓦克斯醫藥     | [ d ] |

## 推行安排

### 接種資格
此接種計劃僅限新加坡公民、永久或長期居民參與，並須憑身份證或長期居民證進行預約。
除此以外，合資格人士尚需按照衛生部不時公佈的優先組別，依次參與疫苗接種。按照2021年3月24日公佈的安排，是次接種暫時僅限40歲或以上合資格人士參與。預計到2021年8月，新加坡所有合資格成人均可接種疫苗。

#### 提前接種
除了常規接種外，此計劃下亦設有「提前接種」選項，供急需出國、但尚未被列入優先組別的新加坡公民或永久居民參與。
以下為「急需出國」之定義：
- 醫療旅行（若申請人本身的疾病，在新加坡的醫療機構無法醫治）
- 海外留學（若申請人必須實體報到、上課或應考）
- 海外就業

所有申請提前接種的居民，必須同時提交相關證明文件，並於離境前最少10星期申請。

### 接種場地
合資格人士可選擇於三類場地接種疫苗，包括37間臨時接種中心、20間普通科門診及22間私家醫生診所。當中，莫德納疫苗僅於部分臨時接種中心提供，其餘接種點僅提供輝瑞疫苗。至於科興疫苗，則僅於私家醫生診所提供。

### 疫苗致傷經濟援助計劃
若在接種疫苗後出現嚴重不良反應，可向政府申請補償。然而，此補償計劃只覆蓋政府負責接種的莫德納疫苗及輝瑞疫苗，接種科興克爾來福疫苗不受這項保障。

### 疫苗接种差异化安全管理措施
新加坡自2021年10月起开始推行各种疫苗差异化安全管理措施，未接种疫苗者除豁免类别（未满12周岁或因医学原因无法接种者）外，禁止在小贩中心堂食、禁止进入非露天商场等。自开始实施后，限制措施与豁免类别历经多次调整，最终于2022年10月10日完全取消。

## 外部連結
- 官方网站